# 장원교육
장원교육(壯元敎育)은 1987년에 설립한 대한민국의 학습지 회사이다.

## 연혁
- 1987년 11월: 교육문화 장원 창립
- 1990년 11월: 장원영어, 장원한자 출시
- 1993년 4월: 장원한글 출시
- 1994년 5월: 장원교육 법인 전환
- 1995년 5월: 장원논리수학 개편 출시
- 1997년 1월: 장원셀프영어 출시
- 1999년 4월: 장원교육문화(주) 법인 분리
- 2000년 3월: 책 읽는 아이들 출시
- 2005년 11월: 신 장원한자 출시
- 2010년 12월: 장원세이펜일본어 출시
- 2013년 1월: 2013년 학부모가 뽑은 교육브랜드 대상 수상